# Zwinger
Zwinger i Dresden är ett barockkomplex som uppfördes 1710–1728 av arkitekten Matthäus Daniel Pöppelmann åt August den starke. Det var meningen att Zwinger skulle utgöra en del av ett planerat palatskomplex, men August dog innan det kunde realiseras.
Den 13 och 14 februari 1945 förstördes stora delar av Dresden av allierat bombflyg. Zwinger skadades svårt, men återuppbyggandet började redan under hösten samma år. 
Allmänt åsyftar ordet "Zwinger" utrymmet mellan en borgs yttre och inre murring.

## Bildgalleri

Zwinger
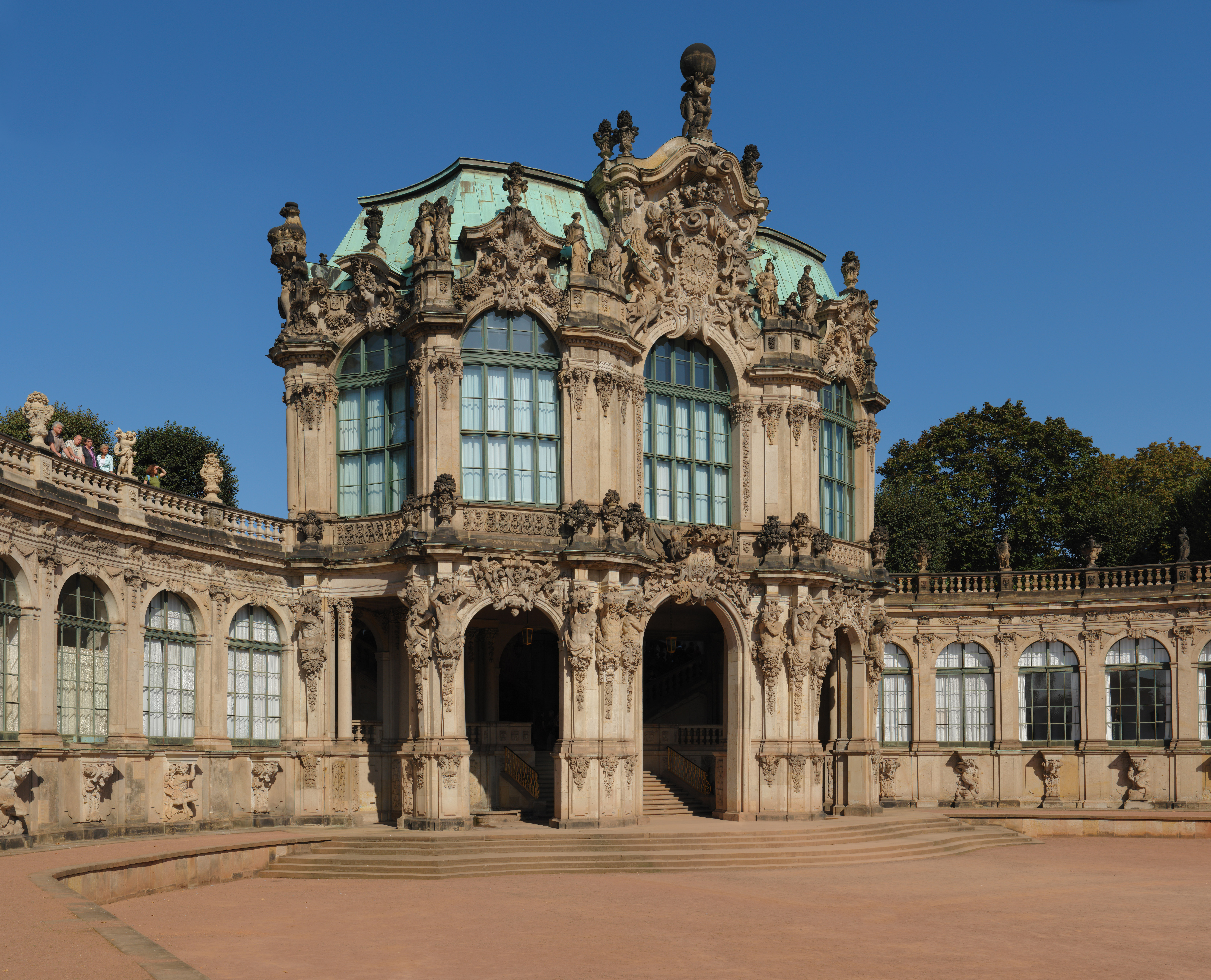
Wallpavillon i Zwinger.
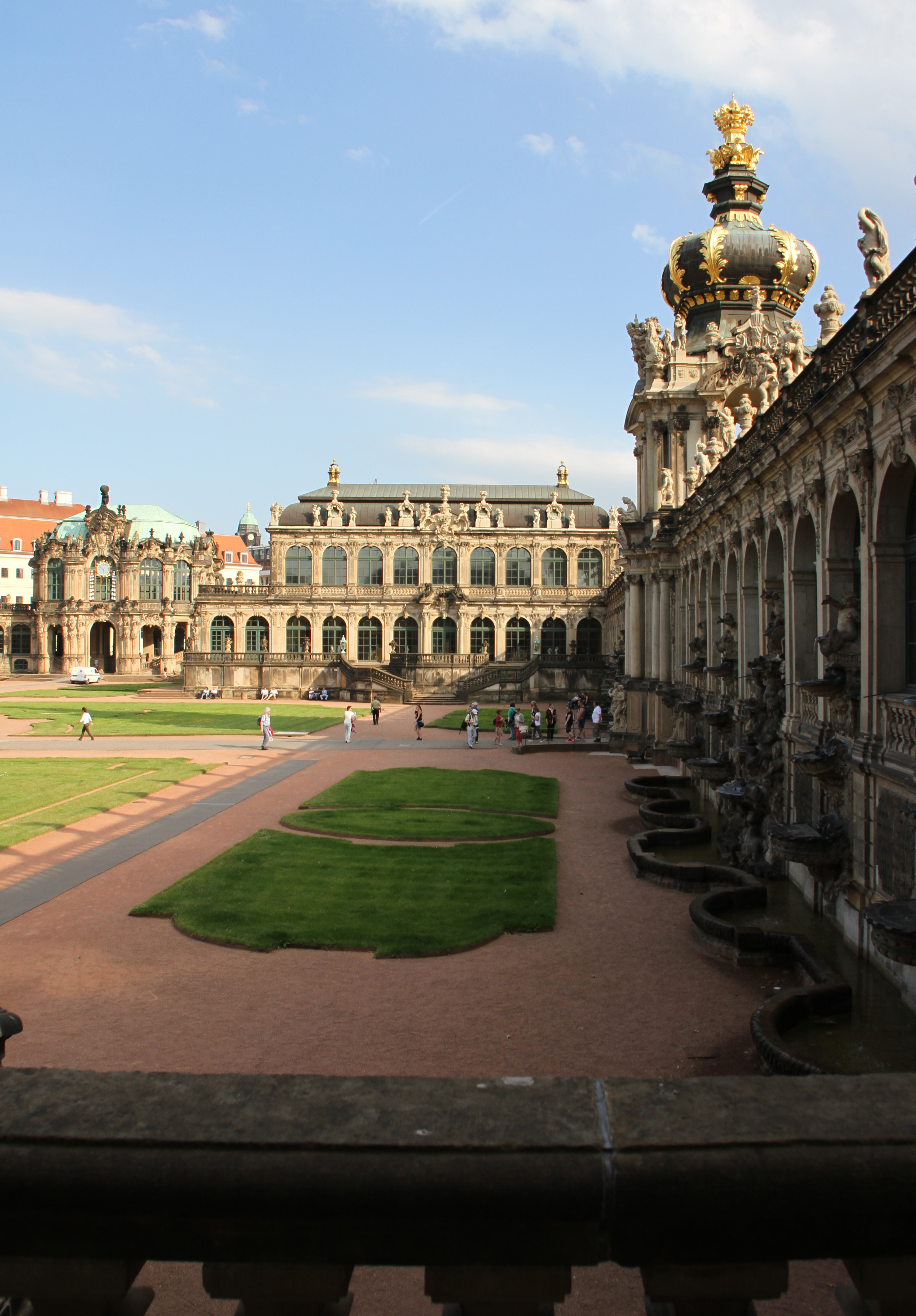
Zwinger med Kronentor.
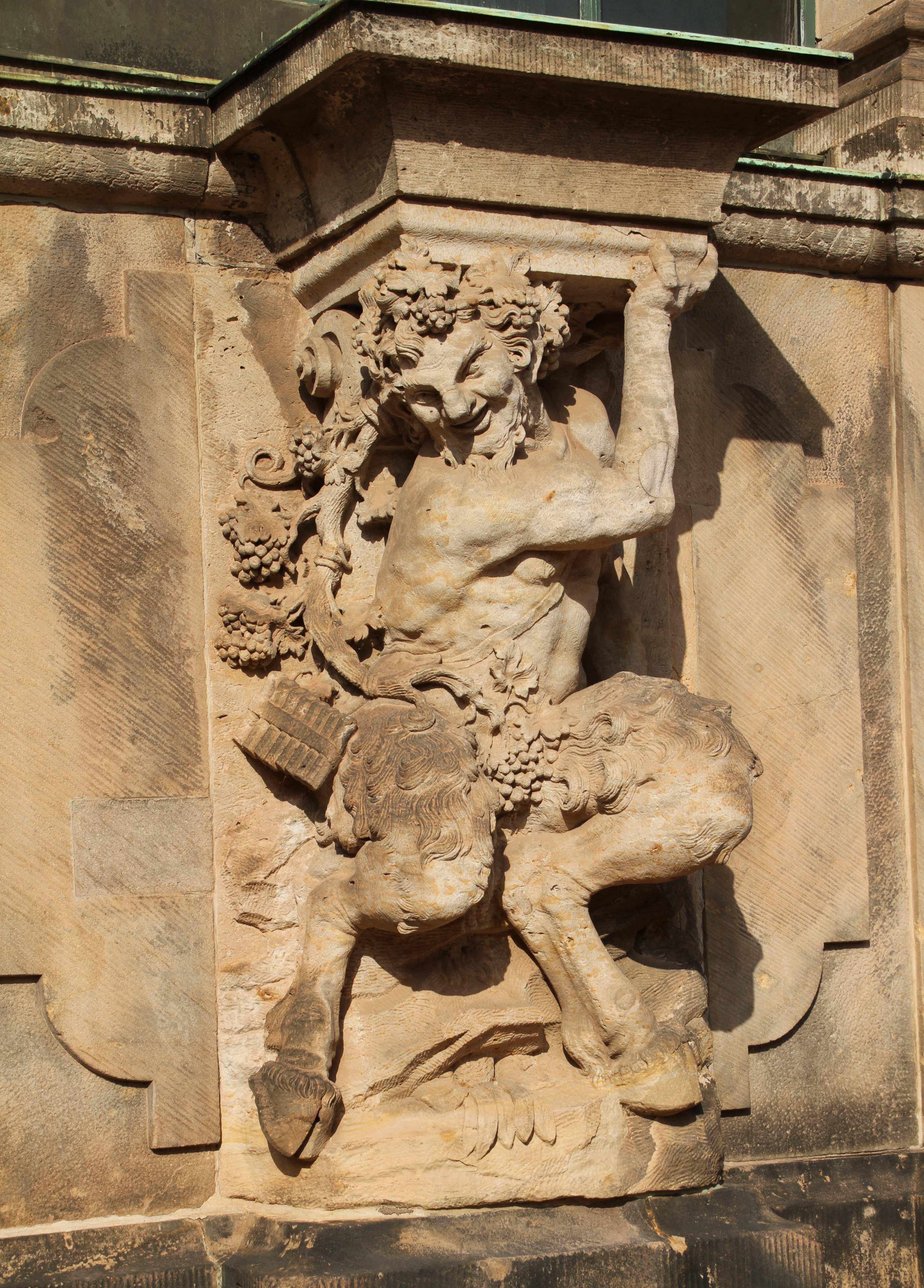
Satyr.
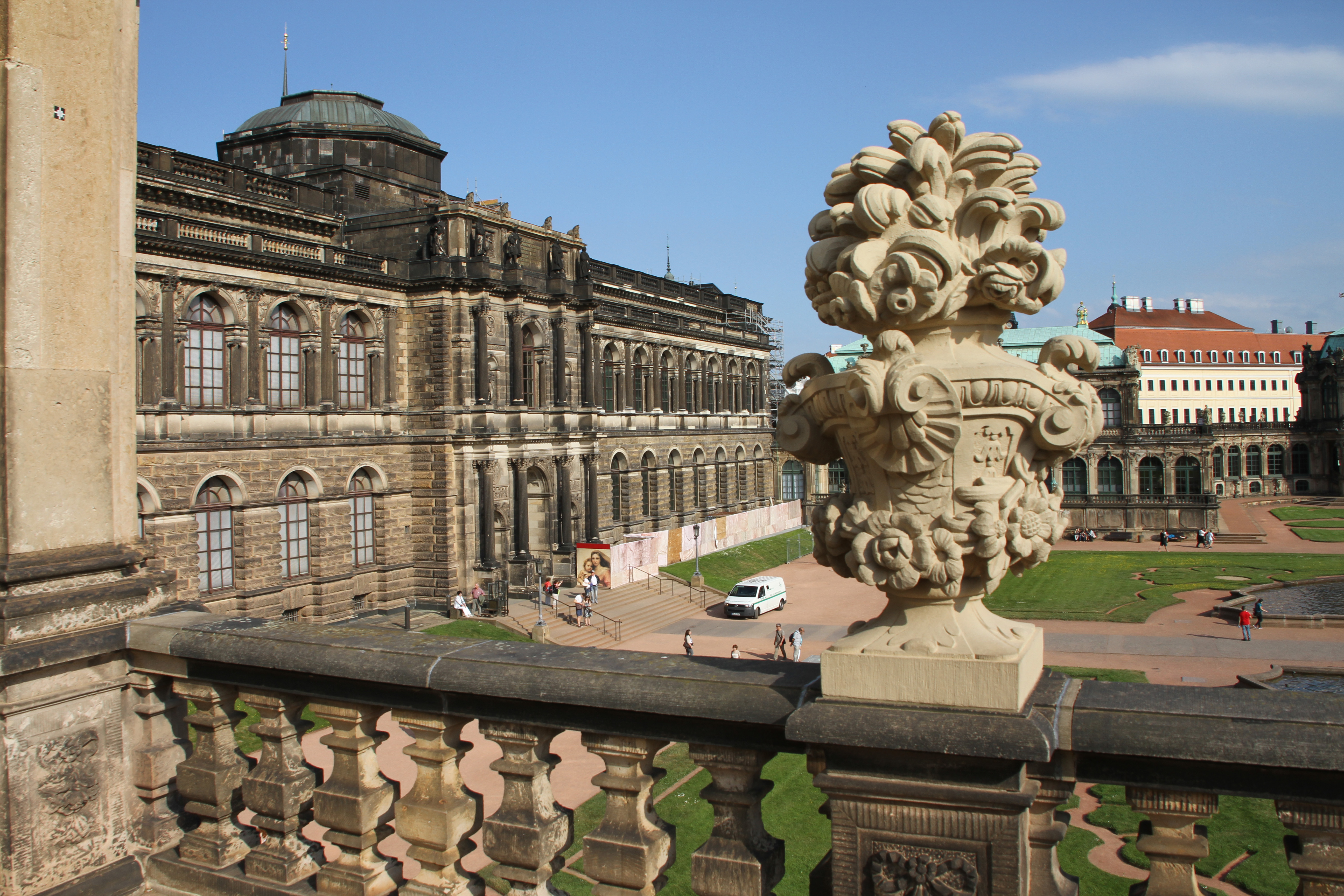
Sempergalerie.